# هولي سبرينغز (كارولاينا الشمالية)
هولي سبرينغز (بالإنجليزية: Holly Springs, North Carolina)‏ هي بلدة أمريكية تقع في الولايات المتحدة في مقاطعة ويك، كارولاينا الشمالية. يقدر عدد سكانها بـ 24,661 نسمة ومساحتها 39.2 كم2 وترتفع عن سطح البحر 135 متر.

## التركيبة السكانية
حدّد مكتب تعداد الولايات المتحدة بيانات التركيبة السكانية لهولي سبرينغز في تعداد الولايات المتحدة. في ما يلي، التركيبة السكانية حسب تعدادي 2000 و2010.

### تعداد عام 2000
بلغ عدد سكان هولي سبرينغز 9,192 نسمة بحسب تعداد عام 2000، وبلغ عدد الأسر 3,316 أسرة وعدد العائلات 2,609 عائلة مقيمة في البلدة. في حين سجلت الكثافة السكانية 206.4 نسمة لكل كيلومتر مربع (534.6/ميل2). وبلغ عدد الوحدات السكنية 3,642 وحدة بمتوسط كثافة قدره 81.8 لكل كيلومتر مربع (211.9/ميل2).
وتوزع التركيب العرقي للبلدة بنسبة 77.14% من البيض و18.65% من الأمريكيين الأفارقة و0.42% من الأمريكيين الأصليين و1.23% من الأمريكيين ذوي الأصول الآسيوية و0.01% من سكان جزر المحيط الهادئ و1.12% من الأعراق الأخرى و1.43% من عرقين مختلطين أو أكثر و3.02% من الهسبانيون أو اللاتينيون من أي عرق.
بلغ عدد الأسر 3,316 أسرة كانت نسبة 47.8% منها لديها أطفال تحت سن الثامنة عشر تعيش معهم، وبلغت نسبة الأزواج القاطنين مع بعضهم البعض 68.1% من أصل المجموع الكلي للأسر، ونسبة 8.5% من الأسر كان لديها معيلات من الإناث دون وجود شريك،  بينما كانت نسبة 2.1% من الأسر لديها معيلون من الذكور دون وجود شريكة وكانت نسبة 21.3% من غير العائلات. تألفت نسبة 16.4% من أصل جميع الأسر من عدة أفراد يعيشون في نفس المنزل ونسبة 2.1% كانت تتألف من شخص يعيش بمفرده يبلغ من العمر 65 عاماً أو أكثر. وبلغ متوسط حجم الأسرة المعيشية 2.77، أما متوسط حجم العائلات فبلغ 3.14.
بلغ العمر الوسطي للسكان 30.7 عاماً. وكانت نسبة 31.3% من القاطنين تحت سن الثامنة عشر، وكانت نسبة 5% بين الثامنة عشر والرابعة والعشرين عاماً، ونسبة 45% كانت واقعةً في الفئة العمرية ما بين الخامسة والعشرين والرابعة والأربعين عاماً، ونسبة 15.9% كانت ما بين الخامسة والأربعين والرابعة والستين، ونسبة 2.8% كانت ضمن فئة الخامسة والستين عاماً فما فوق. يوجد لكل 100 أنثى 97.3 ذكر، ويوجد لكل 100 أنثى في الثامنة عشر من عمرها فما فوق 93.4 ذكر.
بلغ متوسط دخل الأسرة في البلدة 69,550 دولارًا، أما متوسط دخل العائلة فبلغ 74,010 دولارًا. وكان متوسط دخل الذكور 52,275 دولارًا مقابل 32,396 دولارًا للإناث. وسجل دخل الفرد الخاص بالبلدة 28,580 دولارًا. وكانت نسبة 3.3% من العائلات ونسبة 4.8% من السكان تحت خط الفقر، وكان من هؤلاء نسبة 6% تحت سن الثامنة عشر ونسبة 14.8% في الخامسة والستين من العمر وما فوق.

### تعداد عام 2010
بلغ عدد سكان هولي سبرينغز 24,661 نسمة بحسب تعداد عام 2010، وبلغ عدد الأسر 8,147 أسرة وعدد العائلات 6,706 عائلة مقيمة في البلدة. في حين سجلت الكثافة السكانية 553.8 نسمة لكل كيلومتر مربع (1,434.3/ميل2). وبلغ عدد الوحدات السكنية 8,658 وحدة بمتوسط كثافة قدره 194.4 لكل كيلومتر مربع (503.5/ميل2).
وتوزع التركيب العرقي للبلدة بنسبة 79.78% من البيض و12.57% من الأمريكيين الأفارقة و0.42% من الأمريكيين الأصليين و2.94% من الأمريكيين ذوي الأصول الآسيوية و0.05% من سكان جزر المحيط الهادئ و1.75% من الأعراق الأخرى و2.49% من عرقين مختلطين أو أكثر و6.26% من الهسبانيون أو اللاتينيون من أي عرق.
بلغ عدد الأسر 8,147 أسرة كانت نسبة 55.5% منها لديها أطفال تحت سن الثامنة عشر تعيش معهم، وبلغت نسبة الأزواج القاطنين مع بعضهم البعض 70.1% من أصل المجموع الكلي للأسر، ونسبة 9.4% من الأسر كان لديها معيلات من الإناث دون وجود شريك،  بينما كانت نسبة 2.8% من الأسر لديها معيلون من الذكور دون وجود شريكة وكانت نسبة 17.7% من غير العائلات. تألفت نسبة 14.5% من أصل جميع الأسر من عدة أفراد يعيشون في نفس المنزل ونسبة 3.6% كانت تتألف من شخص يعيش بمفرده يبلغ من العمر 65 عاماً أو أكثر. وبلغ متوسط حجم الأسرة المعيشية 3.03، أما متوسط حجم العائلات فبلغ 3.38.
بلغ العمر الوسطي للسكان 33.1 عاماً. وكانت نسبة 35.3% من القاطنين تحت سن الثامنة عشر، وكانت نسبة 4.2% بين الثامنة عشر والرابعة والعشرين عاماً، ونسبة 35.9% كانت واقعةً في الفئة العمرية ما بين الخامسة والعشرين والرابعة والأربعين عاماً، ونسبة 19.7% كانت ما بين الخامسة والأربعين والرابعة والستين، ونسبة 4.9% كانت ضمن فئة الخامسة والستين عاماً فما فوق. وتوزع التركيب الجنسي للسكان بنسبة 48.6% ذكور و51.4% إناث.

## أعلام
- سي جاي ليزلي